# Mikijev Zabavnik
Mikijev Zabavnik je bila jugoslovanska revija, ki je izhajala enkrat tedensko. Prve številke revije so stale 7 dinarjev, nato pa je bila cena nekaj let 10 dinarjev. Predstavljala je predvsem stripe Walta Disneya, v manjši meri pa je vsebovala tudi zanimivosti, članke, miselne igre, križanke in podobo, namenjeno predvsem otrokom.
Z izdajanjem revije je 14. oktobra 1974 začela srbska založniška hiša Politika v srbohrvaškem jeziku in v cirilici. S številko 154 z dne 19. septembra 1977 je revija pričela izhajati vzporedno tudi v latinični pisavi.
2. januarja 1978 je s številko 169 v sodelovanju z založniško hišo Delo pričela izhajati tudi različica v slovenščini, ki je izhajala do 3. februarja 1993 oziroma številke 955.
Sredi 80. let 20. stoletja je zaradi pomanjkanja tiskarske barve revija izhajala v črnobeli različici, nekaj strani vmes pa je bilo v barvah. Jubilejna številka 500 pa je vsebovala strip o življenju in delu Walta Disneya. 
Po razpadu Jugoslavije je bila zaradi sankcij Srbiji in težavah založniške hiše Politika v mednarodnem sodelovanju najprej ukinjena slovenska različica, nedolgo za tem pa še latinična in cirilična srbohrvaška različica. Skupaj je v Srbiji izšlo 1271 številk, zadnja je bila objavljena v marcu 2001. Med letoma 1993 in 1994 zaradi sankcij Mikijev Zabavnik v Srbiji ni izhajal, v tem času ga je nadomeščalo 22 številk revije Mali Zabavnik, enake oblike in podobne vsebine, vendar brez Disneyjevih likov, ki jih v tem času niso smeli uporabljati.
Mikijev Zabavnik v slovenščini je imel v začetku izhajanja 1977 povprečno tiskano naklado 19.183 izvodov, 1981 pa kar 27.924 izvodov.

## revija Miki Miška
V obdobju izhajanja je Mikijev Zabavnik ves čas kljub mnogim kritikam veljal za najbolj popularno otroško tedensko revijo, ki je vsaj na nivoju najmlajših uspešno zapolnila vrzel, ki jo za seboj pustil Zvitorepec. V letu 1994 je Mikijev Zabavnik s precej omejeno uspešnostjo nadomestila lokalizirana različica mednarodne revije Miki Miška (1994-2005 Egmont d.o.o. Slovenija, pozneje Egmont d.o.o. Hrvaška), ki je v večkrat spremenjeni pogostosti izdajanja izhajala do konca leta 2017 (letnik 24, številka 8). Na kioskih se je kot dvomesečnik ponovno pojavila v juniju 2022 (letnik XXV, številka 1 - junij/julij).